# Gunnasjö (Gunnarps socken, Halland)
Gunnasjö är en sjö i Falkenbergs kommun i Halland och ingår i Ätrans huvudavrinningsområde.